# Stara Maszyna
Stara Maszyna [pronunciación en polaco: /ˈstara maˈʂɨna/] (en casubio: Stôrô Maszina) es un pueblo en el distrito administrativo de Gmina Sierakowice, dentro del Distrito de Kartuzy, Voivodato de Pomerania, en el norte de Polonia. Se encuentra aproximadamente 2 kilómetros al sudeste de Sierakowice, 19 kilómetros al oeste de Kartuzy, y 47 kilómetros al oeste de la capital regional, Gdańsk. 
El pueblo tiene una población de 138 habitantes.[cita requerida]